# Jerszy Seymour
Jerszy Seymour (* 1968 in Berlin) ist ein britisch-kanadischer Designer und Künstler mit Wohnsitz/Workshop in London und Berlin.

## Leben und Wirken
Seymour wuchs in London auf. Nach einem Studium des Ingenieurwesens von 1987 bis 1990 am South Bank Polytechnic studierte er von 1991 bis 1993 Industrial Design am Royal College of Art. 1999 verlegte er seinen Wohnsitz zeitweise nach Mailand, wo er mit der Realisierung eigener Projekte begann – darunter „House in a Box“ (2002), „Scum“ (2003) und „Tape“ (2003). Seit 2004 lebt er wieder in London und Berlin.
Experimentelle Projekte bilden den Schwerpunkt seines Schaffens. Seine Arbeiten haben einen starken konzeptuellen Hintergrund und beschäftigen sich mit dem Konzept von „Dirty Art“ und der Art und Weise wie wir den Planeten bewohnen und unser Verständnis umstrukturieren können. Parallel dazu arbeitet er auch für renommierte Unternehmen wie Magis, Vitra, Moulinex, SFR, IDEE und andere.
Die erste umfassende Projektserie begann 2002–2006 mit der Anfertigung von raumübergreifenden „Scum“-Installationen. Vom lateinischen Schiuma stammend bezeichnet es ein blasenartiges Aufschäumen und im englischen den negativ konnotierten Abschaum – das niedrigste aller Dinge und Menschen. Die Abschaum-Installationen nutzen die freie Entfaltung von Polyurethane Schaum um sogenannte „Zero“-Situationen zu erzeugen.
Die folgende Serie von Installationen „Living Systems“ 2007 hat sich mit dem Verhältnis des Individuums zu Konsum, Produktion und existenziellem Überleben beschäftigt. Als eine zeitgenössische Version von Henry David Thoreaus „Walden“ bildeten die „Living Systems“ eine Untersuchung von autonomen Systemen, in der Kartoffeln in Plastik synthetisiert wurden („polylactate acetate“), um eine Serie von Objekten für den Lebensalltag zu produzieren. Die triebhafte Technik des Machens wurde letztendlich ausschlaggebender als der Versuch der Autonomie.
Die Serie von Installationen, die sich 2008–2011 mit dem „Amateur“ (im eigentlichen Sinne des Liebenden, Leidenschaftlichen) befasst hat, war eine Untersuchung der grundsätzlichen Struktur der Gesellschaft, die versuchte Kapitalismus künstlich auszublenden. Die Ausstellungsserie „The First Supper“, „Salon des Amateurs“, „Erotic Production“ und „Coalition of Amateurs“, die der Idee der „Produktionsmittel in den Händen des Volkes“ folgte, nutzte polycapralactones Wachs als Metapher dafür Menschen, Dinge und Ideen zu verbinden.
Anschließend wurde versucht die Idee der „Amateur“-Serie mit der Gründung einer Schule in die Realität überführen. Dem Vorbild vergangener radikaler Schulen folgend und mit dem Verständnis von „Bildung als eine Raumschiffrundreise durch das Universum“ wurde das „Dirty Art Department“ 2011 in Amsterdam als Master-Programm am Sandberg Institute / Rietveld Academy als fortlaufendes Projekt geschaffen.
Parallel dazu entwarf die Installation „The Universe Wants to Play“ 2013 die Idee einer physischen und psychischen Sphäre als Spielplatz für Gedanken. Diese Installation umfasste eine weite Spannbreite von Materialien und Produktionstechniken – alle mit verschiedenen psychologischen Metaphern (id, libido, Instinkt, Ego, Rationalität, Super Ego, Sozialbewusstsein etc.), die miteinander collagiert werden konnten, um verschiedene physische und metaphorische Konstellationen und ein Environment zum Spielen mit der eigenen Psychologie zu gestalten.
Das Dachprojekt „New Dirty Enterprises“ wurde erstmals 2012 im Rahmen der abc contemporary art fair in Berlin als konzeptionelles Kunstwerk präsentiert. Manifest es ist die Realität zu beeinflussen und in den Alltag einzudringen. New Dirty Entperises formt die Basis für eine fortlaufende Serie an künstlerischen Arbeiten. Werke, die bisher fertiggestellt wurden, sind „New Dirty Enterprises Stock Offering“, „Pizza Franchise“, „The Council for the Progenesis of the Archaic Festival“, „Cinematic Dream Production“ und „Extra National Assembly #1“.
Seine Arbeiten wurden unter anderem ausgestellt im Design Museum London, Vitra Design Museum in Weil am Rhein, Palais de Tokyo in Paris, Gallery Kreo in Paris, Galerie Crone in Berlin und im MARTa Herford. Er war Ehrengast der Design Brussels 2005. Seine Arbeiten sind Teil der ständigen Sammlung des Museum of Modern Art in New York, des Fonds National de Art Contemporain Frankreich und des Musée d’Art Grand-Duc Jean Luxemburg.
Er unterrichtete am Royal College of Art in London, an der Domus Academy in Mailand, an der ECAL in Lausanne, an der HfG Karlsruhe, an der UDK Berlin und im Rahmen des Vitra Design Workshops in Frankreich. Seit 2011 leitet er den Masterstudiengang 'Dirty Art Department' an der Rietveld Academy in Amsterdam.

## Auszeichnungen
- 2014, Kölner Klopfer, Köln International School of Design[1]